# Plocamopherus maculatus
Plocamopherus maculatus is een slakkensoort uit de familie van de Polyceridae. De wetenschappelijke naam van de soort is voor het eerst geldig gepubliceerd in 1860 door Pease.